# Kamila Żuková
Kamila Żuková, polsky Kamila Żuk (* 18. listopadu 1997 Valbřich) je polská biatlonistka, která v roce 2018 v Otepää vyhrála na juniorském mistrovství světa ve sprintu a vytrvalostním závodě.

## Sportovní kariéra
Kamila Żuková zaznamenala zatím několik úspěchů, a to především na Mistrovství světa juniorů 2018, kde získala dvakrát zlato, a to ve vytrvalostním závodě a sprintu, kde vyhrála před českou závodnicí Markétou Davidovou. Podařilo se jí získat i stříbrnou medaili ve stíhacím závodě.
Kamila Żuková se zúčastnila i olympijských her 2018 v Pchjongčchangu, kde závodila ve smíšené štafetě, kde se ale polská štafeta umístila na 16. místě. V závodech světového poháru obsadila nejlépe šesté místo ve sprintu.

## Výsledky

### Olympijské hry a mistrovství světa
| Sezóna  | D   | Místo       | SP  | SZ  | HZ | IZ  | ŠT  | SŠT | SZD | Věk    |
| ------- | --- | ----------- | --- | --- | -- | --- | --- | --- | --- | ------ |
| 2020/21 | MS  | Pokljuka    | 29. | –   | –  | –   | –   | 24. | –   | 23 let |
| 2021/22 | ZOH | Peking      | 53. | DNS | –  | 36. | 14. | –   | ×   | 24 let |
| 2022/23 | MS  | Oberhof     | 56. | 52. | –  | 50. | 9.  | 22. | –   | 25 let |
| 2024/25 | MS  | Lenzerheide | 68. | —   | –  | 59. | 9.  | 14. | –   | 27 let |

Poznámka: Výsledky z olympijských her se do hodnocení světového poháru nezapočítávají; výsledky z mistrovství světa se dříve započítávaly, od mistrovství světa v roce 2023 se nezapočítávají.